# غريس غيفورد
غريس غيفورد (بالإنجليزية: Grace Gifford)‏ هي كاريكاتيرية أيرلندية، ولدت في 4 مارس 1888 في دبلن في جمهورية أيرلندا، وتوفيت في 13 ديسمبر 1955 في Portobello, Dublin ‏ في جمهورية أيرلندا.